# 알 덴테

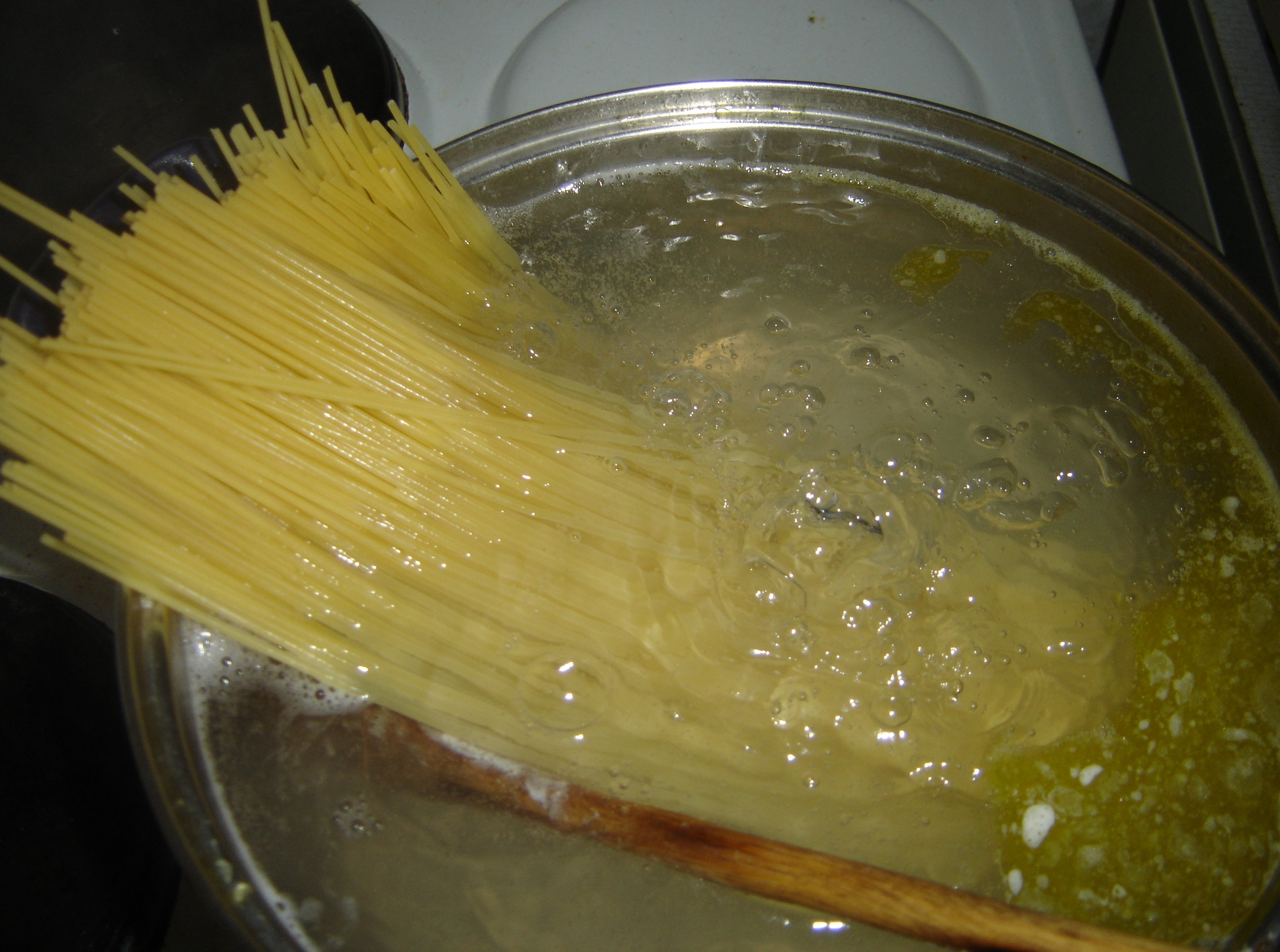
스파게티의 조리냄비

조리에서 알 덴테(al dente)는 파스타나 리소토가 입에 물기에 알맞게 조리된 상태를 가리킨다. 이 용어는 "치아에"를 뜻하는 이탈리아어 낱말이다.
현대의 이탈리아 조리에서 이 용어는 파스타의 이상적인 일정함을 의미하며 짧은 조리 시간을 수반한다. 몰토 알 덴테(molto al dente)는 설익은 파스타에 쓰이는 용어이다.

## 같이 보기
- 식품과학
- 분자 미식학